# Wahlkreis Kirkcaldy and Cowdenbeath
| Kirkcaldy and Cowdenbeath |
| ------------------------- |
| Kirkcaldy and Cowdenbeath |
| Gebildet                  |
| 2005                      |
| Abgeordneter              |
| Neale Hanvey (SNP)        |
| Regionen                  |
| Fife                      |

Kirkcaldy and Cowdenbeath ist ein Wahlkreis für das Britische Unterhaus. Er wurde im Zuge der Wahlkreisreform 2005 aus dem aufgelösten Wahlkreis Kirkcaldy gebildet, indem Teile des ebenfalls aufgelösten Dunfermline East zugeschlagen wurden. Kirkcaldy and Cowdenbeath umfasst Gebiete entlang der Nordküste des Firth of Forth im Süden der Council Area Fife mit den namensgebenden Städten Kirkcaldy und Cowdenbeath. Der Wahlkreis entsendet einen Abgeordneten.

## Wahlergebnisse

### Unterhauswahlen 2005
| Ergebnisse der Unterhauswahlen 2005 | Ergebnisse der Unterhauswahlen 2005 | Ergebnisse der Unterhauswahlen 2005 | Ergebnisse der Unterhauswahlen 2005 | Ergebnisse der Unterhauswahlen 2005 |
| Partei                              | Partei                              | Kandidat                            | Stimmen                             | %                                   |
| ----------------------------------- | ----------------------------------- | ----------------------------------- | ----------------------------------- | ----------------------------------- |
|                                     | Labour                              | Gordon Brown                        | 24.278                              | 58,1                                |
|                                     | SNP                                 | Alan Bath                           | 6062                                | 14,5                                |
|                                     | Liberal Democrats                   | Alex Cole-Hamilton                  | 5450                                | 13,0                                |
|                                     | Conservative                        | Stuart Randall                      | 4308                                | 10,3                                |
|                                     | Socialist                           | Steve West                          | 666                                 | 1,6                                 |
|                                     | UKIP                                | Peter Adams                         | 516                                 | 1,2                                 |
|                                     | SSCUP                               | James Parker                        | 425                                 | 1,0                                 |
|                                     | Parteilos                           | Elizabeth Kwantes                   | 47                                  | 0,1                                 |
|                                     | Parteilos                           | Pat Sargent                         | 44                                  | 0,1                                 |

### Unterhauswahlen 2010
| Ergebnisse der Unterhauswahlen 2010 | Ergebnisse der Unterhauswahlen 2010 | Ergebnisse der Unterhauswahlen 2010 | Ergebnisse der Unterhauswahlen 2010 | Ergebnisse der Unterhauswahlen 2010 | Ergebnisse der Unterhauswahlen 2010 |
| Partei                              | Partei                              | Kandidat                            | Stimmen                             | %                                   | ±                                   |
| ----------------------------------- | ----------------------------------- | ----------------------------------- | ----------------------------------- | ----------------------------------- | ----------------------------------- |
|                                     | Labour                              | Gordon Brown                        | 29.559                              | 64,5                                | +6,4                                |
|                                     | SNP                                 | Douglas Chapman                     | 6550                                | 14,3                                | −0,2                                |
|                                     | Liberal Democrats                   | John Mainland                       | 4269                                | 9,3                                 | −3,7                                |
|                                     | Conservative                        | Lindsay Paterson                    | 4258                                | 9,3                                 | −1,0                                |
|                                     | UKIP                                | Peter Adams                         | 760                                 | 1,7                                 | +0,5                                |
|                                     | Parteilos                           | Susan Archibald                     | 184                                 | 0,4                                 | +0,4                                |
|                                     | Parteilos                           | Donald MacLaren                     | 165                                 | 0,4                                 | +0,4                                |
|                                     | Parteilos                           | Derek Jackson                       | 57                                  | 0,1                                 | +0,1                                |

### Unterhauswahlen 2015
| Ergebnisse der Unterhauswahlen 2015 | Ergebnisse der Unterhauswahlen 2015 | Ergebnisse der Unterhauswahlen 2015 | Ergebnisse der Unterhauswahlen 2015 | Ergebnisse der Unterhauswahlen 2015 | Ergebnisse der Unterhauswahlen 2015 |
| Partei                              | Partei                              | Kandidat                            | Stimmen                             | %                                   | ±                                   |
| ----------------------------------- | ----------------------------------- | ----------------------------------- | ----------------------------------- | ----------------------------------- | ----------------------------------- |
|                                     | SNP                                 | Roger Mullin                        | 27.628                              | 52,2                                | +37,9                               |
|                                     | Labour                              | Kenny Selbie                        | 17.654                              | 33,4                                | −31,2                               |
|                                     | Conservative                        | Dave Dempsey                        | 5223                                | 9,9                                 | +0,6                                |
|                                     | UKIP                                | Jack Neill                          | 1237                                | 2,3                                 | +0,6                                |
|                                     | Liberal Democrats                   | Callum Leslie                       | 1150                                | 2,2                                 | −7,1                                |

### Unterhauswahlen 2017
| Ergebnisse der Unterhauswahlen 2017 | Ergebnisse der Unterhauswahlen 2017 | Ergebnisse der Unterhauswahlen 2017 | Ergebnisse der Unterhauswahlen 2017 | Ergebnisse der Unterhauswahlen 2017 | Ergebnisse der Unterhauswahlen 2017 |
| Partei                              | Partei                              | Kandidat                            | Stimmen                             | %                                   | ±                                   |
| ----------------------------------- | ----------------------------------- | ----------------------------------- | ----------------------------------- | ----------------------------------- | ----------------------------------- |
|                                     | Labour                              | Lesley Laird                        | 17.016                              | 36,5                                | +3,4                                |
|                                     | SNP                                 | Roger Mullin                        | 16.757                              | 36,3                                | −12,9                               |
|                                     | Conservative                        | Dave Dempsey                        | 10.762                              | 23,3                                | +13,4                               |
|                                     | Liberal Democrats                   | Malcolm Wood                        | 1118                                | 2,4                                 | +0,2                                |
|                                     | UKIP                                | David Coburn                        | 540                                 | 1,2                                 | −1,1                                |

### Unterhauswahlen 2019
| Ergebnisse der Unterhauswahlen 2019 | Ergebnisse der Unterhauswahlen 2019 | Ergebnisse der Unterhauswahlen 2019 | Ergebnisse der Unterhauswahlen 2019 | Ergebnisse der Unterhauswahlen 2019 | Ergebnisse der Unterhauswahlen 2019 |
| Partei                              | Partei                              | Kandidat                            | Stimmen                             | %                                   | ±                                   |
| ----------------------------------- | ----------------------------------- | ----------------------------------- | ----------------------------------- | ----------------------------------- | ----------------------------------- |
|                                     | SNP                                 | Neale Hanvey                        | 16.568                              | 35,2                                | −1,1                                |
|                                     | Labour                              | Lesley Laird                        | 15.325                              | 32,6                                | −4,2                                |
|                                     | Conservative                        | Kathleen Leslie                     | 9449                                | 20,1                                | −3,2                                |
|                                     | Liberal Democrats                   | Gillian Cole-Hamilton               | 2903                                | 6,2                                 | +3,8                                |
|                                     | Green                               | Scott Rutherford                    | 1628                                | 3,5                                 | +3,5                                |
|                                     | Brexit Party                        | Mitch William                       | 1132                                | 2,4                                 | +2,4                                |